# Joël Sloof
Joël Sloof (Waddinxveen, 15 november 1988) is een voormalig Nederlandse biatleet. Hij is de oudste van de familie Sloof, waarvan zijn broertje Luciën en zusje Chardine ook aan biatlon doen.
In de jaren 2008 en 2009 nam hij deel aan het junioren wereldkampioenschap biatlon. Zijn beste prestatie was op het junioren wereldkampioenschap in 2008 op de 15 kilometer individueel. Daarop eindigde hij als 21e, daarmee bleef hij onder andere Jakov Fak voor, die op zowel de Olympische Winterspelen 2010 als het Wereldkampioenschap van 2009 een bronzen medaille heeft behaald.
Het debuut in de wereldbeker van Joël Sloof was in het seizoen 2009/2010 in Östersund, bij de 20 km individueel eindigde hij als 126e en op de 10 km sprint bezette hij de 105e plaats. En op het Europees kampioenschap van 2011 werd er voor het eerst gestart met een Nederlandse mannen estafetteploeg, daarbij eindigden Herbert Cool, Maximilian Götzinger én zijn broertje Luciën en hijzelf op de 16e plaats. In 2015 besloot hij de langlaufski's en geweer aan de wilgen te hangen.

## Resultaten

### Wereldkampioenschappen
| Jaar | Plaats      | Onderdeel   | Onderdeel | Onderdeel     | Onderdeel  | Onderdeel | Onderdeel          |
| Jaar | Plaats      | Individueel | Sprint    | Achtervolging | Massastart | Estafette | Gemengde estafette |
| ---- | ----------- | ----------- | --------- | ------------- | ---------- | --------- | ------------------ |
| 2013 | Nové Město  | 50e         | 76e       | –             | –          | –         | –                  |
| 2015 | Kontiolahti | 70e         | DNF       | –             | –          | –         | –                  |

### Wereldkampioenschappen junioren
| Jaar | Plaats     | Onderdeel   | Onderdeel | Onderdeel     | Onderdeel |
| Jaar | Plaats     | Individueel | Sprint    | Achtervolging | Estafette |
| ---- | ---------- | ----------- | --------- | ------------- | --------- |
| 2008 | Ruhpolding | 21e         | 53e       | 51e           | –         |
| 2009 | Canmore    | 34e         | 49e       | 44e           | –         |

### Wereldbeker
Eindklasseringen
| Seizoen   | Algemeen | Individueel | Sprint | Achtervolging | Massastart |
| --------- | -------- | ----------- | ------ | ------------- | ---------- |
| 2009/2010 | –        | –           | –      | –             | –          |
| 2010/2011 | –        | –           | –      | –             | –          |
| 2011/2012 | –        | –           | –      | –             | –          |
| 2012/2013 | –        | –           | –      | –             | –          |
| 2013/2014 | –        | –           | –      | –             | –          |
| 2014/2015 | –        | –           | –      | –             | –          |

### Seizoensoverzichten

#### 2010/2011
- Europees kampioenschap: 49e individueel, 31e sprint, 27e achtervolging en 16e estafette mannen

#### 2009/2010
- Wereldbeker in Östersund (debuut): 126e individueel en 105e sprint
- Wereldbeker in Oslo: 91e sprint
- Europees kampioenschap: 49e individueel, 46e sprint en 42e achtervolging

#### 2008/2009
- Junioren Wereldkampioenschap: 34e individueel, 49e sprint en 44e achtervolging
- Junioren Europees kampioenschap: 33e individueel, 44e sprint en 42e achtervolging

#### 2007/2008
- Junioren Wereldkampioenschap: 21e individueel, 53e sprint en 51e achtervolging
- Jeugd Europees kampioenschap: 39e individueel, 56e sprint en 41e achtervolging

#### 2006-2007
- Jeugd Wereldkampioenschap: 49e individueel, 49e sprint en 33e achtervolging
- Jeugd Europees kampioenschap: 35e individueel, 28e sprint en 21e achtervolging

#### 2005-2006
- Jeugd Wereldkampioenschap: 49e individueel, 49e sprint en 48e achtervolging
- Jeugd Europees kampioenschap: 67e individueel en 62e sprint

## Trivia
- Op 13 december 2010 werd er filmpje, over de trainingsstage in Tirol van Joël, bij Holland Sport op Nederland 3 uitgezonden.